# Autochloris crinopoda
Autochloris crinopoda är en fjärilsart som beskrevs av William James Kaye 1918. Autochloris crinopoda ingår i släktet Autochloris och familjen björnspinnare. Inga underarter finns listade i Catalogue of Life.